# Mistyczne zaślubiny św. Katarzyny (obraz Michelina da Besozza)
Mistyczne zaślubiny św. Katarzyny w otoczeniu św. Jana Chrzciela i św. Antoniego Pustelnika − dzieło Michelino da Besozzo, jeden z przykładów gotyckiego malarstwa tablicowego we Włoszech. Dzieło to reprezentuje nurt w malarstwie i rzeźbie gotyckiej przełomu XIV i XV w. zwanym stylem pięknym. 
Obraz ten wykonany techniką tempery na desce przedstawia nie wątek biblijny, lecz wizję. Artysta przedstawił scenę mistycznych zaślubin Świętej Katarzyny z Aleksandrii z Dzieciątkiem Jezus, która jest zasadniczym rdzeniem treściowym dzieła. Jednakże zgodnie z formułą ikonograficzną Dzieciątko siedzi na kolanach Matki Bożej. Po bokach towarzyszą jej Jan Chrzciciel oraz Antoni Pustelnik, pierwszy anachoreta.
W dziele tym zwraca uwagę odmienność, która niemal w ogóle nie ma miejsca w malarstwie quattrocenta a nawet w okresie stylu pięknego - brak przestrzeni. Niemniej na jednolitym złotym tle widoczne są kontury tronu i pisane minuskułą titulusy odnoszące się do poszczególnych świętych. Generalnie całość kompozycji sprawia wrażenie ulotnej, pozbawionej konstrukcji łączącej poszczególne elementy obrazu. Być może wrażenie lewitacji zostało podyktowane treściowymi przesłankami. Zwraca uwagę kolorystyka postaci i ich strojów. Oprócz typowego dla gotyku zestawienia barwy ciepłej z zimną (czerwone szaty - symbolizujące męczeństwo - św. Katarzyny Aleksandryjskiej i błękitne Maryi) pojawiają się w różnych miejscach liczne odbicia błękitu szaty Matki Bożej, na podszewkach płaszcza patronki prawników, czy też na czarnych odzieniach Jana Chrzciciela i Antoniego. W przypadku ostatniego stonowane błękity pojawiają się na włosach i brodzie. Wrażliwość na kolor poświadcza także zróżnicowany koloryt karnacji twarzy wszystkich postaci. O artyzmie dzieła świadczy także wyważona organizacja rytmu form i barw. Układ głów tworzy pięciobok, przez co artysta osiągnął jedyny akcent przestrzenny. 
Przez długi czas obraz był uważany za dzieło artysty wywodzącego się ze środowisk północnoeuropejskich, co poświadczają recepcje malarstwa burgundzkiego i nadreńskiego. Jednakże transpozycja form typowych dla owych obszarów Europy znana była w ówczesnej sztuce w północnej Italii. Ponadto widać wpływy malarstwa werońskiego i weneckiego. Obecnie dzieło łączone jest z Michelienem da Besozzo - lombardzkim artystą tworzącym także malarstwo miniaturowe i freski. 